# Jiří Melíšek
Jiří Melíšek (16. června 1932 Praha – 7. prosince 2015 Praha) byl český spisovatel, humorista, scenárista a novinář.

## Životopis
Pocházel ze Žižkova z umělecké rodiny, jeho otec Karel Melíšek (1905–1942) byl redaktor humoristického časopisu Trn, hudebník, písňový textař, libretista a filmový scenárista.
Jiří po studiích na FAMU pracoval nejdříve pod vedením Zdeňka Jirotky jako scenárista a redaktor pořadů Šťastnou cestu (s Jiřím Štuchalem) nebo Rozhlasový Silvest v Redakci humoru a satiry Československého rozhlasu v Praze, v níž se později stal šéfredaktorem. Odtud byl roku 1969 z politických důvodů propuštěn.
Dále byl dramaturgem a scenáristou v Československé televizi, napsal scénky a skeče pro Jardu Štercla, Stellu Zázvorkovou nebo prvního Hlustvisiháka pro Lubomíra Lipského a Miloslava Homolu.

## Dílo

### Rozhlasové hry
- Prodá se cirkus (1960)
- Melodie na export (1961)[2]

### Televizní scénáře
- Robot Emil (TV seriál)
- Slavné historky zbojnické (TV seriál)
- O zvířatech a lidech (TV seriál)
- Území bílých králů (TV film)

### Filmové scénáře
- Tři od moře
- Ať žijí duchové!

### Námět
- Kaňka do pohádky

### Knihy
- Vítejte v Pidivajzlicích
- Jak se chodí s manekýnou, ISBN 80-7281-156-8
- Ať žijí duchové! (společně s Pavlem Sýkorou)
- Robot Emil znovu nastupuje (ilustrace Jiří Winter-Neprakta)
- O zvířatech a lidech (společně s Otto Zelenkou)
- Stará stodola dobře hoří (společně s Vlastimilem Brodským), ISBN 80-7281-093-6
- Neváhej a žij' (společně s Eduardem Hrubešem),
- Hurvínkovy hudební pohádky (společně s Helenou Štáchovou)

## Diskografie
- 2001 Vinárna vzpomínek u Divotvorného hrnce – vzpomínky na Jana Wericha, společně se Stellou Zázvorkovou